# Nicolò Antonio Giustinian
Nicolò Antonio Giustinian (o Giustiniani) (Venezia, 21 giugno 1712 – Padova, 24 novembre 1796) è stato un vescovo cattolico italiano.

## Biografia

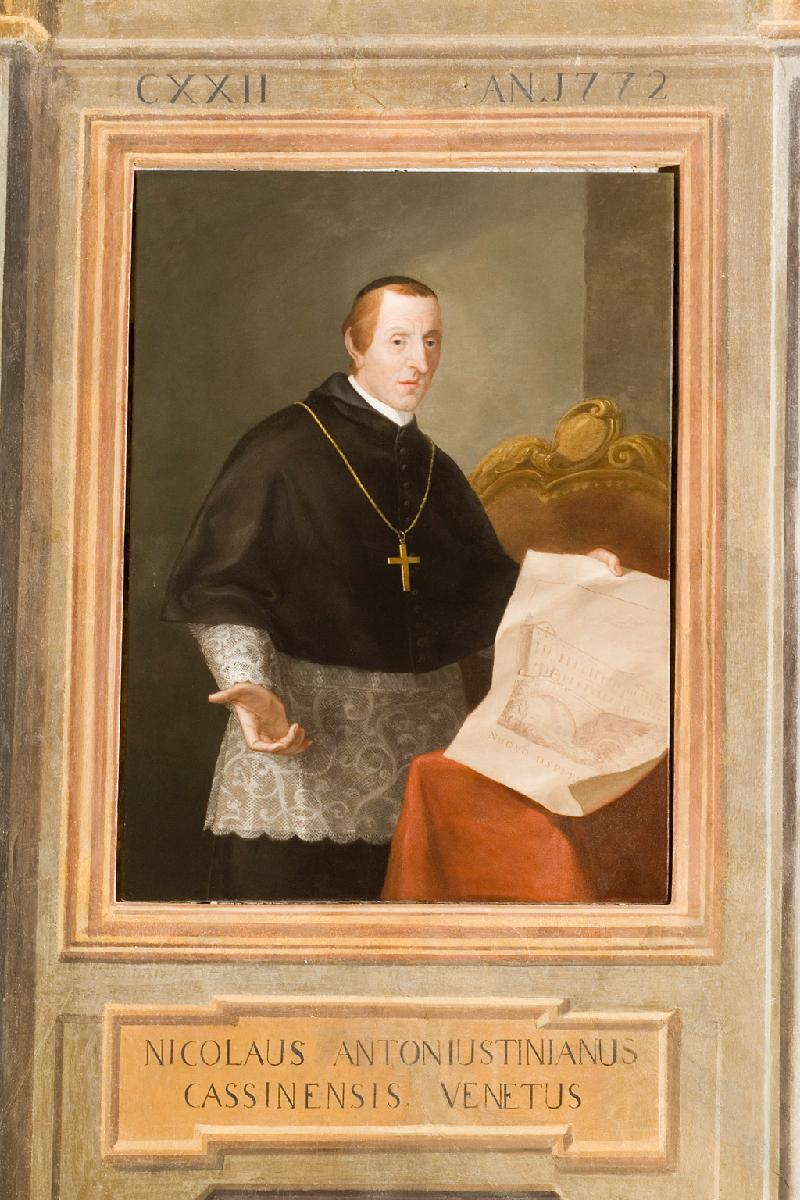
Ambito veneto, Ritratto del vescovo Giustinian, Palazzo vescovile, Padova

Nel 1753 fu nominato vescovo di Torcello; nel 1759 vescovo di Verona.
Il 12 ottobre 1769 fece una ricognizione delle ossa dei santi Benigno e Caro conservate nella chiesa di San Zeno in monte.
Nel 1762 consacrò la chiesa parrocchiale dell'Immacolata e di Sant'Andrea Apostolo (del Pirlar) a Sommacampagna; nello stesso anno entrò nella Compagnia del Santissimo.
L'8 settembre 1770 ottenne dal Capitolo Vaticano d'incoronare l'immagine della Madonna del Popolo, conservata nella cattedrale di Verona, con le corone d'oro, chiamate comunemente imperiali.
Il 14 dicembre 1772 venne nominato vescovo di Padova; fece il suo ingresso ufficiale in diocesi l'8 febbraio 1773.
Con decreto del 9 marzo 1795 elevò al rango arcipretale la chiesa parrocchiale di Santa Gertrude a Rotzo sull'altopiano dei Sette Comuni.
Fu il promotore della costruzione del nuovo ospedale di Padova che successivamente gli venne dedicato (Ospedale Giustinianeo).

## Genealogia episcopale e successione apostolica
La genealogia episcopale è:
- Cardinale Scipione Rebiba
- Cardinale Giulio Antonio Santori
- Cardinale Girolamo Bernerio, O.P.
- Arcivescovo Galeazzo Sanvitale
- Cardinale Ludovico Ludovisi
- Cardinale Luigi Caetani
- Cardinale Ulderico Carpegna
- Cardinale Paluzzo Paluzzi Altieri degli Albertoni
- Cardinale Gaspare Carpegna
- Cardinale Fabrizio Paolucci
- Cardinale Camillo Paolucci
- Vescovo Nicolò Antonio Giustinian, O.S.B.

La successione apostolica è:
- Vescovo Giovanni Battista Santonini (1783)